# レクイエム (シューマン)
レクイエム 変ニ長調（独: Requiem Des-dur für Soli, Chor und Orchester）作品148は、ロベルト・シューマンが作曲した「死者のためのミサ曲」である。作品番号ではシューマンの最後の楽曲となっている。

## 作品の概要
シューマンはこの曲以前にもレクイエムとして『ミニョンのためのレクイエム 作品98b』を作曲しているが、その歌詞はゲーテの『ヴィルヘルム・マイスターの修業時代』からとったものであったため、祈祷文を使用した純粋なレクイエムとしてはこの作品が唯一である。
出版は死後の1864年。しかし晩年の精神の病が影を落としているとみなされたためか、本曲は完全に忘却され、初演は1976年まで行われなかった。

## 編成
ソプラノ、テノール、アルト、バス、混声合唱、フルート2、オーボエ2、クラリネット2、ファゴット2、ホルン2、トランペット2、トロンボーン3、ティンパニ、弦楽合奏

## 楽曲構成
全9楽章からなる。演奏時間は約40分。
- 第1曲 Requiem aeternam
- 第2曲 Te decet hymnus
- 第3曲 Dies irae
- 第4曲 Liber scriptus
- 第5曲 Qui Mariam absolvisti
- 第6曲 Domine Jesu Christe
- 第7曲 Hostias et preces tibi
- 第8曲 Sanctus
- 第9曲 Benedictus-Agnus Dei